# Thomas Kufus

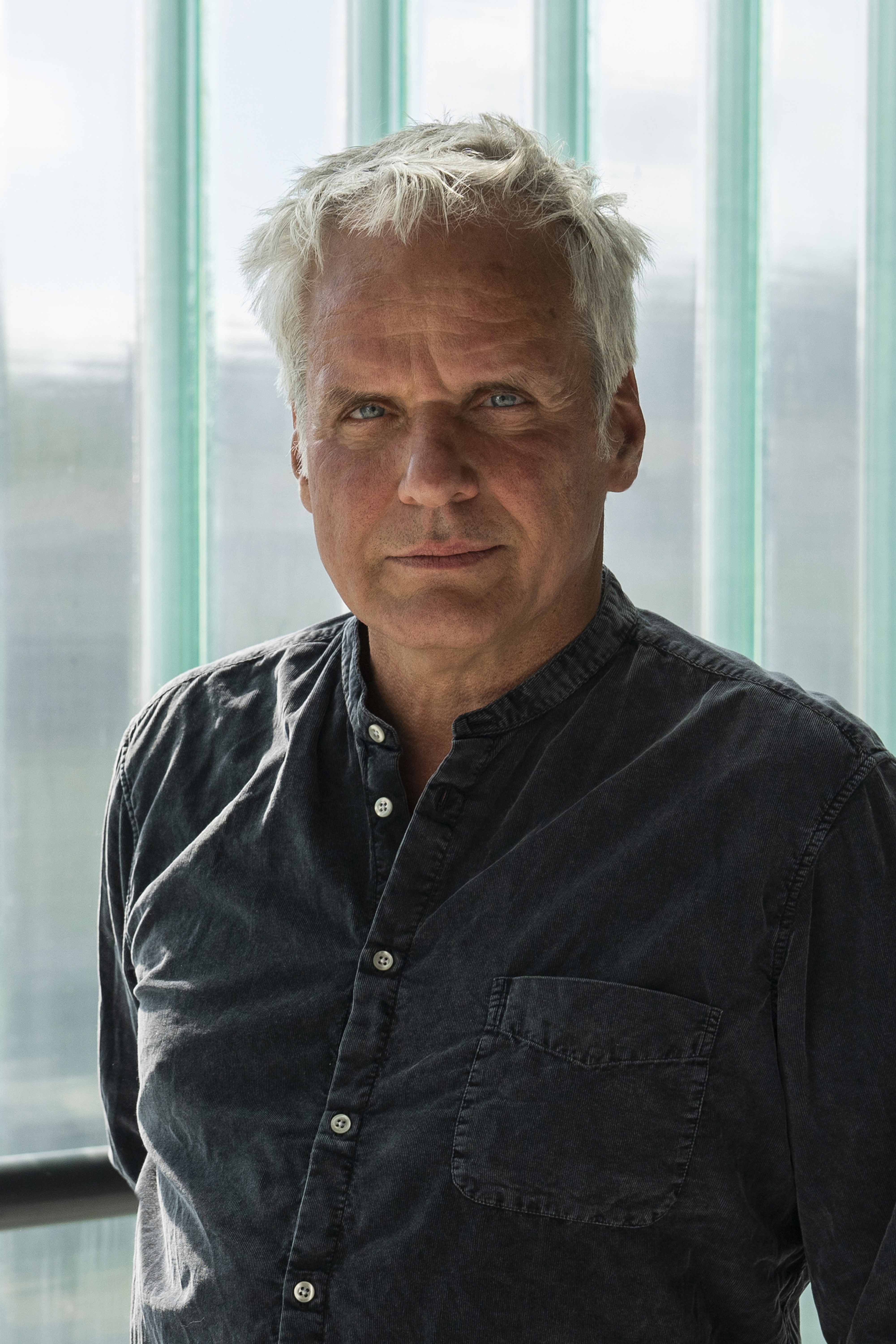
Thomas Kufus (2020)

Thomas Kufus (* 1957 in Essen) ist ein deutscher Filmproduzent und Geschäftsführer der Produktionsfirma zero one film GmbH mit Sitz in Berlin.

## Leben
Thomas Kufus wuchs im Ruhrgebiet auf und lebt nach Stationen in Düsseldorf, München und Bremen seit 1983 in Berlin. Er startete seine Laufbahn als Autodidakt und begann 1987 mit der Regie von Dokumentarfilmen (u. a. Mein Krieg (1989) und Blockade (1991)). 1990 gründete er zusammen mit Martin Hagemann in Berlin die Firma zero film und produzierte ab diesem Zeitpunkt zahlreiche Dokumentarfilme und fiktionale Werke. Nach der Trennung der Produzenten im Jahr 2006 setzt Kufus seine Arbeit mit der Firma zero one film fort. Weiterhin liegt ein Fokus von Kufus‘ Tätigkeit auf der Produktion von Dokumentarfilmen und -serien, seit 2011 produziert er ebenso Spielfilme.
Thomas Kufus ist Mitglied der Europäischen und Deutschen Filmakademie. Von November 2009 bis Anfang 2015 war er auch deren Vorstandsvorsitzender. Er ist Mitglied der Förderjury beim Schweizer Bundesamt für Kultur in Bern und der Dokumentarfilmjury des BKM.
Thomas Kufus war mit der französischen Journalistin Pascale Hugues verheiratet. Sie haben zwei gemeinsame Kinder. In zweiter Ehe war er bis zu ihrem Tod mit der Regisseurin Uljana Havemann verheiratet.

### Arbeit als Filmproduzent
Thomas Kufus begreift sich als gesellschaftspolitisch aktiver Produzent, vor allem aber als kreativer Partner der Regisseurinnen und Regisseure, mit denen er zusammenarbeitet. Viele Projekte aus seiner Produzententätigkeit entstehen auf der Basis einer langjährigen Zusammenarbeit, u. a. mit Aleksandr Sokurov, Stefan Schwietert, Andres Veiel, Corinna Belz, Johann Feindt, Regina Schilling, Julia Albrecht, Markus Imhoof und Lars Kraume.
Gemeinsam mit Volker Heise, der seit 2008 Gesellschafter von zero one film ist, arbeitete Thomas Kufus schon früh an innovativen Fernsehformaten. 1999 wurde mit Geburtsstation eine der ersten Doku-Soaps im deutschen Fernsehen ausgestrahlt. Schwarzwaldhaus 1902 (2002) war das erste deutsche Living-History-Format, bei dem die Protagonisten unter den Bedingungen des vorigen Jahrhunderts leben und arbeiten. Als Meilenstein wurde auch die 2008 mit rbb und ARTE koproduzierte Dokumentation 24h Berlin – Ein Tag im Leben (2009) rezensiert – eine Fernsehdokumentation über Berlin und seine Bewohner, für die Kufus 2010 den Deutschen Fernsehpreis erhielt. 2014 strahlten ARTE und der Bayerische Rundfunk das Nachfolgeprojekt 24h Jerusalem aus. Auch hierfür erhielt zero one film den Deutschen Fernsehpreis und Kufus den Produzentenpreis der Deutschen Akademie für Fernsehen. Mit Zeit der Helden (2013) produzierte Thomas Kufus die erste fiktionale Echtzeit-Serie im deutschen Fernsehen und erhielt dafür den Deutschen Fernsehpreis 2013 sowie den Grimme-Preis 2014. Berlin 1945 – Tagebuch einer Großstadt, eine Collage aus Archivmaterial aus der Stadt im Jahr 1945 wurde für den Grimme-Preis nominiert und ins Ausland lizenziert, die Serie lief u. a. in der BBC.

## Auszeichnungen (Auszug)
- 1991: Berlinale International Film Festival – Bester Dokumentarfilm für Mein Krieg
- 1996: Bayerischer Filmpreis Bester Dokumentarfilm für A Tickle in the Heart
- 1996: Artur Brauner Preis für A Tickle in the Heart
- 1997: Moscow International Film Festival – Andrei Tarkovsky Award für Mutter und Sohn
- 1997: Moscow International Film Festival – Russian Film Critics Award für Mutter und Sohn
- 1997: Moscow International Film Festival – Special Jury Prize für Mutter und Sohn
- 2001: Hessischer Film Preis Bester Dokumentarfilm für Black Box BRD
- 2001: Europäischer Filmpreis 2001 für Black Box BRD
- 2010: Deutscher Fernsehpreis 2010 für 24h Berlin – Ein Tag im Leben
- 2012: Deutscher Filmpreis für Gerhard Richter Painting
- 2012: Bayerischer Filmpreis für Die Wohnung
- 2012: Grimme-Preis für Geschlossene Gesellschaft
- 2013: Deutscher Filmpreis für More than Honey
- 2013: Romy – Österreich – Bester Produzent Kinodokumentarfilm für More than Honey
- 2013: Swiss Film Award – Best Documentary für More Than Honey
- 2013: Bayerischer Filmpreis – Bester Dokumentarfilm für More Than Honey
- 2013: Deutscher Fernsehpreis für Zeit der Helden
- 2014: Deutscher Fernsehpreis 2014 für 24h Jerusalem
- 2014: Preis der Deutschen Akademie für Fernsehen in der Kategorie Produktion für 24h Jerusalem
- 2014: Grimme-Preis für Zeit der Helden
- 2015: Günter-Rohrbach-Filmpreis für Der Staat gegen Fritz Bauer
- 2016: Grimme-Preis für Die Folgen der Tat
- 2016: Bundesverdienstkreuz am Bande
- 2016: Deutscher Filmpreis Lola in Gold für Der Staat gegen Fritz Bauer
- 2017: Deutscher Filmpreis Lola in Silber für 24 Wochen
- 2019: Preis der Deutschen Akademie für Fernsehen in der Kategorie Dokumentation für Kulenkampffs Schuhe
- 2019: Deutscher Fernsehpreis – Beste Dokumentation für Kulenkampffs Schuhe
- 2019: Grimme-Preis – Information und Kultur für Kulenkampffs Schuhe
- 2019: Focal International Awards – Best Use Of Footage In An Arts Production für Kulenkampffs Schuhe
- 2023: Carl Laemmle Produzentenpreis für sein Gesamtschaffen als gesellschaftspolitisch aktiver Produzent

## Filmographie
- 1989: Mein Krieg (Regie) Dokumentarfilm, Regie: Harriet Eder und Thomas Kufus
- 1991: Blockade (Produzent, Regie) Dokumentarfilm, Regie: Thomas Kufus
- 1992: Die Menschen sind wie Wölfe (Produzent) Spielfilm, Regie: Andreas C. Schmidt
- 1993: Rosenstraße (Produzent) Dokumentarfilm, Regie: Daniela Schmidt
- 1993: Erinnerungsbetrieb Stalingrad (Produzent, Regie) Dokumentarfilm, Regie: Thomas Kufus
- 1994: Wundbrand (Produzent) Spielfilm, Regie: Johann Feindt und Didi Danquart
- 1994: Verborgene Seiten (Produzent) Spielfilm, Regie: Aleksandr Sokurov
- 1995: Mein Vater, der Gastarbeiter (Produzent) Dokumentarfilm, Regie: Yüksel Yavuz
- 1995: Bomben, Gift und Reifentöter (Produzent) Dokumentarfilm (Fernsehen), Regie: Erika Fehse
- 1996: A Tickle in the Heart (Produzent) Dokumentarfilm, Regie: Stefan Schwietert
- 1997: Mutter und Sohn (Produzent) Spielfilm, Regie: Aleksandr Sokurov
- 1998: Fabrik Leben (Produzent) Dokumentarfilm, Regie: Alfred Behrens
- 1998: Mein Freund der Minister (Produzent) Dokumentarfilm, Regie: Johann Feindt
- 1998: Aprilkinder (Produzent) Spielfilm, Regie: Yüksel Yavuz
- 1999: Neue Heimat Berlin (Produzent) Dokumentarserie, Regie: Jean Boué
- 1999: Geburtsstation (Regie, Produzent) Dokumentarserie, Regie: Thomas Kufus und Arpad Bondy
- 1999: Moloch (Produzent) Spielfilm, Regie: Aleksandr Sokurov
- 2000: Klaus Kinski – Ich bin kein Schauspieler (Produzent) Dokumentarfilm, Regie: Christoph Rüter
- 2000: Der Tanzpalast (Produzent) Dokumentarserie, Regie: Arpad Bondy und Katrin Hentschel
- 2000: Paragraph 175 (Produzent) Dokumentarfilm, Regie: Rob Epstein, Jeffrey Friedman
- 2000: Escape to Life: Die Erika und Klaus Mann Story (Produzent) Dokumentarfilm, Regie: Andrea Weiss und Wieland Speck
- 2000: El Acordeón del Diablo (Produzent) Dokumentarfilm, Regie: Stefan Schwietert
- 2001: Leben nach Microsoft (Produzent) Dokumentarfilm, Regie: Corinna Belz und Regina Schilling
- 2001: Black Box BRD (Produzent) Dokumentarfilm, Regie: Andres Veiel
- 2001: Broadway Bruchsal (Produzent) Dokumentarserie, Regie: Dominik Wessely und Markus Vetter
- 2002: Teuflische Spiele (Produzent) Dokumentarfilm, Regie: Judith Keil und Antje Kruska
- 2002: Chen Mo und Meiting (Produzent) Spielfilm, Regie: Lio Hao
- 2002: Sebnitz – Die perfekte Story (Produzent) Dokumentarfilm, Regie: Johann Feindt und Max Thomas Mehr
- 2002: Kaprun – Über Leben nach der Katastrophe (Produzent) Dokumentarfilm, Regie: Heidi Specogna und Kristine Kretschmer
- 2002: Ein anderes Amerika (Produzent) Dokumentarfilm, Regie: Corinna Belz und Neil Hollander
- 2002: Ein Kind aus der Ferne (Produzent) Dokumentarserie, Regie: Caroline Goldie
- 2002: Schwarzwaldhaus 1902 (Produzent) Dokumentarserie, Regie: Volker Heise
- 2003: Reporter vermisst (Produzent) Dokumentarfilm, Regie: Johann Feindt
- 2003: Adam – Retter aus der Retorte (Produzent) Dokumentarfilm, Regie: Katja Esson, Mareike Leuchte
- 2003: Russland lesen (Produzent) Dokumentarfilm, Regie: Thomas Palzer
- 2003: Schicksalsspiel – Bernd Stange im Irak (Produzent) Dokumentarfilm, Regie: Heiko Mallwitz und Jens Becker
- 2003: Guten Morgen, Kabul (Produzent) Dokumentarserie, Regie: Caroline Goldie
- 2003: Die Kinder sind tot (Produzent) Dokumentarfilm, Regie: Aelrun Goette
- 2003: Vater und Sohn (Produzent) Spielfilm, Regie: Alexander Sokurov
- 2004: Geburtsstation 2 (Produzent) Dokumentarserie, Regie: Corinna Belz
- 2004: Game over – Spiele ohne Grenzen (Produzent) Dokumentarfilm, Regie: Monika Halkort
- 2004: Anna Lindh und ihr Mörder (Produzent) Dokumentarfilm, Regie: Joakim Demmer und Max Thomas Mehr
- 2004: American Dreams (Produzent) Dokumentarserie, Regie: Liam McGrath
- 2004: Gerd Audehm – Leben ohne Gedächtnis (Produzent) Dokumentarfilm, Regie: Regina Schilling
- 2004: Bam, die verschwundene Oase (Produzent) Dokumentarfilm, Regie: Frank Müller
- 2004: Siegfried & Roy – Ein Märchen für Erwachsene (Produzent) Dokumentarfilm, Regie: Katja Esson
- 2004: Abenteuer 1900 – Leben im Gutshaus (Produzent) Dokumentarserie, Regie: Volker Heise
- 2004: I Love You All (Produzent) Dokumentarfilm, Regie: Eyal Sivan und Audrey Maurion
- 2005: Drei Wünsche, drei Frauen, ein Jahr (Produzent) Dokumentarfilm, Regie: Corinna Belz
- 2005: Deutschland ade (Produzent) Dokumentarserie, Regie: Arpad Bondy
- 2005: Vermisst – Das Geiseldrama in der Wüste (Produzent) Dokumentarfilm, Regie: Katja Esson und Mareike Leuchte
- 2005: Nach dem Mord an Theo van Gogh (Produzent) Dokumentarfilm, Regie: Karin Jurschick
- 2005: Beslan, eine Stadt sucht die Wahrheit (Produzent) Dokumentarfilm, Regie: Frank Müller und Malika Rabahallah
- 2005: Abenteuer 1927 – Sommerfrische (Produzent) Dokumentarserie, Regie: Volker Heise und Jutta Doberstein
- 2005: Unsere 50er Jahre – Wie wir wurden, was wir sind (Produzent, Regie) Dokumentarserie, Regie: Thomas Kufus und Jan Schütte
- 2005: Die Letzte Reise (Produzent) Dokumentarserie, Regie: Mechthild Gassner
- 2005: Weiße Raben – Alptraum Tschetschenien (Produzent) Dokumentarfilm, Regie: Tamara Trampe und Johann Feindt
- 2006: Ein Kind aus der Ferne II (Produzent) Dokumentarserie, Regie: Caroline Goldie
- 2006: Das Gestüt (Produzent) Dokumentarserie, Regie: Kerstin Hoppenhaus
- 2007: Die kulinarischen Abenteuer der Sarah Wiener (Produzent) Dokumentarserie, Regie: Nathalie Steinbart und Volker Heise
- 2007: Heimatklänge – Vom Juchzen und andern Gesängen (Produzent) Dokumentarfilm, Regie: Stefan Schwietert
- 2007: High sein, frei sein, überall dabei sein (Produzent) Dokumentarfilm, Regie: Maren Niemeyer, Caroline Goldie, Sissi Hüetlin
- 2007: Das Richter-Fenster (Produzent) Dokumentarfilm, Regie: Corinna Belz
- 2007: Bierbichler (Produzent) Dokumentarfilm, Regie: Regina Schilling
- 2007: Matusseks Reisen (Produzent) Dokumentarfilm, Regie: Volker Heise
- 2007: My Class – Was aus uns wurde (Produzent) Dokumentarfilm, Regie: Ekaterina Eremenko
- 2007: Unsere 60er Jahre – Wie wir wurden, was wir sind (Produzent) Dokumentarserie, Regie: Michael Wulfes
- 2008: Sharon (Produzent) Dokumentarfilm, Regie: Dror Moreh
- 2008: Ein Artikel zuviel – Anna Politkowskaja und das System Putin (Produzent) Dokumentarfilm, Regie: Eric Bergkraut
- 2008: Die Spurensucher (Produzent) Dokumentarserie, Regie: Kerstin Hoppenhaus
- 2008: Die kulinarischen Abenteuer der Sarah Wiener in Italien (Produzent) Dokumentarserie, Regie: Mechthild Gassner, Marion Glaser, Malika Rabahallah
- 2009: Die Freiwilligen – Ein Jahr für die Welt (Produzent) Dokumentarserie, Regie: Caroline Goldie, Andreas Pichler
- 2009: Sarah und die Küchenkinder (Produzent) Dokumentarserie, Regie: Enrique Sánchez Lansch
- 2009: Deutschland ade Dokumentarserie, Regie: Thomas Kufus
- 2009: 24h Berlin (Produzent) Dokumentarserie, Regie: diverse, nach einer Idee von an Volker Heise
- 2009: 24h Berlin – Der Film (Produzent) Dokumentarfilm, Regie: diverse, nach einer Idee von Volker Heise
- 2010: Judith Milberg. Design für jeden Tag (Produzent) Dokumentarserie, Regie: Fraya Frömming
- 2010: Matussek trifft... (Produzent) Dokumentarfilm, Regie: Dominik Wessely
- 2010: Wiegenlieder (Produzent) Dokumentarfilm, Regie: Johann Feindt und Tamara Trampe
- 2010: Die kulinarischen Abenteuer der Sarah Wiener in den Alpen (Produzent) Dokumentarserie, Regie: Caterina Woj, Sven Ihden
- 2010: Hilfe! Was essen wir? (Produzent) Dokumentarfilm, Regie: Volker Heise
- 2011: Geschlossene Gesellschaft – Missbrauch an der Odenwald Schule (Produzent) Dokumentarfilm, Regie: Luzia Schmid und Regina Schilling
- 2011: Die kulinarischen Abenteuer der Sarah Wiener in Österreich (Produzent) Dokumentarserie, Regie: Florian Schewe
- 2011: The Boy Who Was a King (Produzent) Dokumentarfilm, Regie: Andrey Paounov
- 2011: Die Wohnung (Produzent) Dokumentarfilm, Regie: Arnon Goldfinger
- 2011: Gerhard Richter Painting (Produzent) Dokumentarfilm, Regie: Corinna Belz
- 2011: Wer wenn nicht wir (Produzent) Spielfilm, Regie: Andres Veiel
- 2011: Die Wolke – Tschernobyl und die Folgen (Produzent) Dokumentarfilm, Regie: Karin Jurschik
- 2011: Das Glück der Hausfrau (Produzent) Dokumentarserie, Regie: Simone Jung
- 2012: The Guantanamo Trap (Produzent) Dokumentarfilm, Regie: Thomas Wallner
- 2012: Bee With Me (Produzent) multiplayer online game Kerstin Hoppenhaus
- 2012: Goldrausch – Die Geschichte der Treuhand (Produzent) Dokumentarfilm
- 2012: Balkan Melodie (Produzent) Dokumentarfilm, Regie: Stefan Schwietert
- 2012: Die kulinarischen Abenteuer der Sarah Wiener in Großbritannien (Produzent) Dokumentarserie, Regie: Florian Schewe
- 2012: More than Honey (Produzent) Dokumentarfilm, Regie: Markus Imhoof
- 2012: Ema auf der Treppe – Gerhard Richter 1966 (Produzent) Kurzdokumentarfilm, Regie: Corinna Belz
- 2013: Sarah Wieners erste Wahl (Produzent) Dokumentarserie, Regie: David Nawrath
- 2013: Miles & War (Produzent) Dokumentarfilm, Regie: Anne Thoma
- 2013: Happy Birthday Wolfsburg (Produzent) Musikvideo, Regie: Benjamin Quabeck
- 2013: 16 x Deutschland / Baden-Württemberg (Produzent) Dokumentarfilm, Regie: Andres Veiel
- 2013: Westen (Produzent) Spielfilm, Regie: Christian Schwochow
- 2013: Zeit der Helden (Produzent) Drama-Serie, Regie: Kai Wessel
- 2014: Die kulinarischen Abenteuer der Sarah Wiener in Asien (Produzent) Dokumentarserie, Regie: David Nawrath
- 2014: aera – breaking history (Produzent) Website / Online-Project Jutta Doberstein
- 2014: Countdown mit... Nora Tschirner (Produzent) Dokumentarfilm, Regie: Keti Vaitonis
- 2014: 24h Jerusalem (Produzent) Dokumentarserie, Regie: diverse, nach einer Idee von Volker Heise
- 2014: Der Weg zu 24h Jerusalem (Produzent) Dokumentarfilm, Regie: Uljana Havemann
- 2014: Don Giovanni – Die Entstehung einer Festspieloper (Produzent) Dokumentarserie, Regie: Britt Beyer und Volker Heise
- 2014: Domino Effekt (Produzent) Dokumentarfilm, Regie: Elwira Niewiera, Piotr Rosolwski
- 2014: Titos Brille (Produzent) Dokumentarfilm, Regie: Regina Schilling
- 2015: Francofonia (Produzent) Dokumentarfilm, Regie: Alexandr Sukorov
- 2015: Der Staat gegen Fritz Bauer (Produzent) Spielfilm, Regie: Lars Kraume
- 2015: Die Folgen der Tat (Produzent) Dokumentarfilm, Regie: Julia Albrecht
- 2015: Heimat gesucht (Produzent) Dokumentarfilm, Regie: Volker Heise
- 2016: 24 Wochen (Produzent) Spielfilm, Regie: Anne Zohra Berrached
- 2016: Zud (Produzent) Spielfilm, Regie: Marta Minorowicz
- 2016: CinéKino (Produzent) Dokumentarserie, Regie: Matthias Luthardt und Laurent Heynemann
- 2016: 4x Paris Paula Modersohn-Becker (Produzent) Dokumentarfilm, Regie: Corinna Belz
- 2016: Wrong Elements (Produzent) Dokumentarfilm, Regie: Jonathan Littell
- 2016: Sarah Wiener – Eine Woche unter... (Produzent) Dokumentarserie, Regie: David Nawrath
- 2016: Peter Handke – Bin im Wald. Kann sein, dass ich mich verspäte... (Produzent) Dokumentarfilm, Regie: Corinna Belz
- 2017: Somewhere in Tonga (Produzent) Spielfilm, Regie: Florian Schewe
- 2017: Meine sieben Sachen – Der Schuh (Produzent) Dokumentarserie, Regie: Michael Dörfler
- 2017: Macht euch keine Sorgen (Produzent) Spielfilm, Regie: Emily Atef
- 2017: CINEKINO (Produzent) Dokumentarserie, Regie: Mathias Luthard
- 2017: Beuys (Produzent) Dokumentarfilm, Regie: Andres Veiel
- 2017: 24h Bayern – Ein Tag Heimat (Produzent) Dokumentarfilm (Fernsehen), Regie: Volker Heise und andere
- 2018: Kulenkampffs Schuhe (Produzent) Dokumentarfilm (Fernsehen), Regie: Regina Schilling
- 2018: Eldorado (Produzent) Dokumentarfilm, Regie: Markus Imhoof
- 2018: Das schweigende Klassenzimmer (Produzent) Regie: Lars Kraume
- 2018: Against the Tides (Produzent) Dokumentarfilm, Regie: Stefan Schwietert
- 2018: 1929 – Das Jahr Babylon (Produzent) Dokumentarfilm (Fernsehen), Regie: Volker Heise
- 2019: 24h Europe – The Next Generation (Produzent), Regie: Britt Beyer, Vassili Silovic und andere
- 2019: Winterreise (Produzent) Dokumentarfilm, Regie: Anders Østergaard
- 2019: Sing Me A Song (Produzent) Dokumentarfilm, Regie: Thomas Balmès
- 2019: Paris Calligrammes (Produzent) Dokumentarfilm, Regie: Ulrike Ottinger
- 2019: Die Rüden (Produzent) Spielfilm, Regie: Connie Walther
- 2019: Die Neue Zeit (Produzent) Drama-Serie, Regie: Lars Kraume
- 2019: Chinas Supersammler (Produzent) Dokumentarfilm (Fernsehen), Regie: Grit Lederer, Minh An Szabó de Bucs
- 2020: Ökozid (Produzent) Spielfilm (Fernsehen), Regie: Andres Veiel
- 2020: Herbst 1929 – Schatten über Babylon (Produzent) Dokumentarfilm (Fernsehen), Regie: Matthias Luthardt
- 2020: Berlin 1945 – Tagebuch einer Großstadt (Produzent) Dokumentarserie, Regie: Volker Heise
- 2021: Schockwellen – Nachrichten aus der Pandemie (Produzent) Dokumentarfilm (Fernsehen), Regie: Volker Heise
- 2021: In den Uffizien (Produzent) Dokumentarfilm, Regie: Corinna Belz, Enrique Sánchez Lansch
- 2021: Die Welt wird eine andere sein (Produzent) Regie: Anne Zohra Berrached
- 2022: Der Waldmacher (Produzent) Dokumentarfilm, Regie: Volker Schlöndorff
- 2022: Brotrebellen (Produzent) Doku-Serie (Fernsehen), Regie: Thomas Riedelsheimer
- 2022: Europa. Kontinent im Umbruch (Produzent) Doku-Serie (Fernsehen), Regie: Andreas Pichler und weitere
- 2022: Igor Levit – No Fear (Produzent) Dokumentarfilm, Regie: Regina Schilling
- 2023: Der vermessene Mensch (Produzent) Kinospielfilm, Regie: Lars Kraume

- 2025: Ich will alles. Hildegard Knef (Produzent) Dokumentarfilm, Regie: Luzia Schmid